# Eosentomidae
Famille
Les Eosentomidae sont une famille de protoures.

## Liste des genres
Selon Szeptycki, 2007
- Isoentominae Yin, 1983
  - Isoentomon Tuxen, 1975
  - Madagascarentomon Nosek, 1978
  - Zhongguohentomon Yin, 1979
- Eosentominae Berlese, 1909
  - Eosentomon Berlese, 1908
  - Styletoentomon Copeland, 1978
- Anisentominae Yin, 1984
  - Anisentomon Zhang & Yin, 1977
  - Neanisentomon Zhang & Yin, 1984
  - Paranisentomon Zhang & Yin, 1984
  - Pseudanisentomon Zhang & Yin, 1984